# Peter Kamprad
Peter Arras Feodor Kamprad, född 29 mars 1964 i Agunnaryd, Kronobergs län, är en svensk affärs- och finansman.
Peter Kamprad är äldste son till Ingvar Kamprad och Margaretha Stennert samt bror till Jonas och Mathias Kamprad. 
Han växte upp i Danmark och Schweiz och utbildade sig till ekonom på högskola i Schweiz. Han har arbetat inom Ikea-sfären, bland annat som finanschef på Ikea i Belgien och i Polen. Han är styrelseordförande för Ikea, som ägs av alla tre bröderna via Icaf Antillen NV.
Peter Kamprad äger tillsammans med sina bröder Ikano-koncernen. Han bor i Tervuren, öster om Bryssel i Belgien. Han är gift med en danska och har två barn.